# IS (tank)

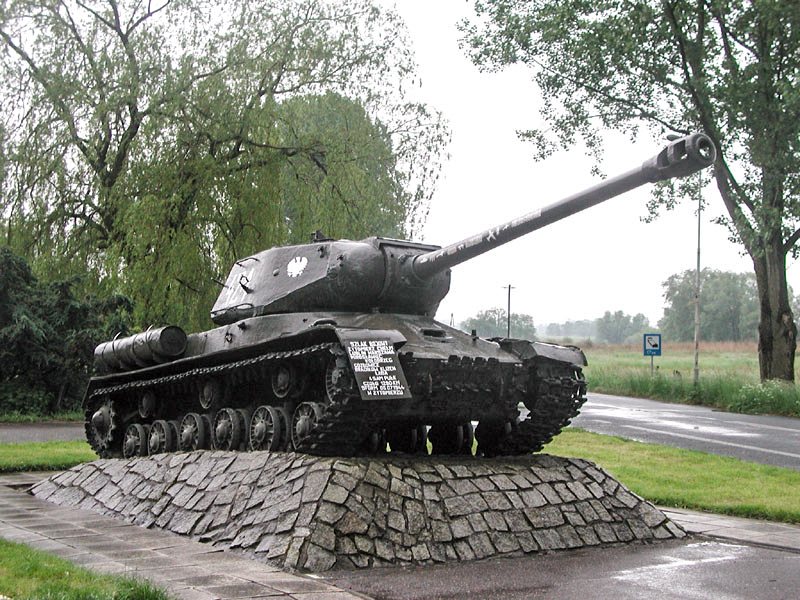
IS-2 model 1944 jako památník

IS (též JS či Josif Stalin) je označení řady sovětských těžkých tanků, která byla pojmenována po Stalinovi. Do výzbroje Rudé armády začaly být tyto stroje zařazovány v roce 1943 jakožto náhrada za zastaralé a pro další vývoj neperspektivní tanky řady KV. Byly odpovědí na německé tanky typu Tiger I a Panther a to v mnoha ohledech velmi povedenou. Poprvé byly tanky IS-1 nasazeny v Korsuň-ševčenkovské operaci.

## Varianty

### Sériové typy
- druhoválečné
  - IS-1
  - IS-2
  - IS-3 (pověsti o jeho nasazení v rámci bitvy o Berlín se patrně nezakládají na pravdě, možná je ale účast na tažení v Mandžusku)

- poválečné
  - IS-4
  - T-10 (během vývoje také IS-5, IS-8 nebo IS-9, po smrti J. V. Stalina přejmenován na T-10, jako součást destalinizace)

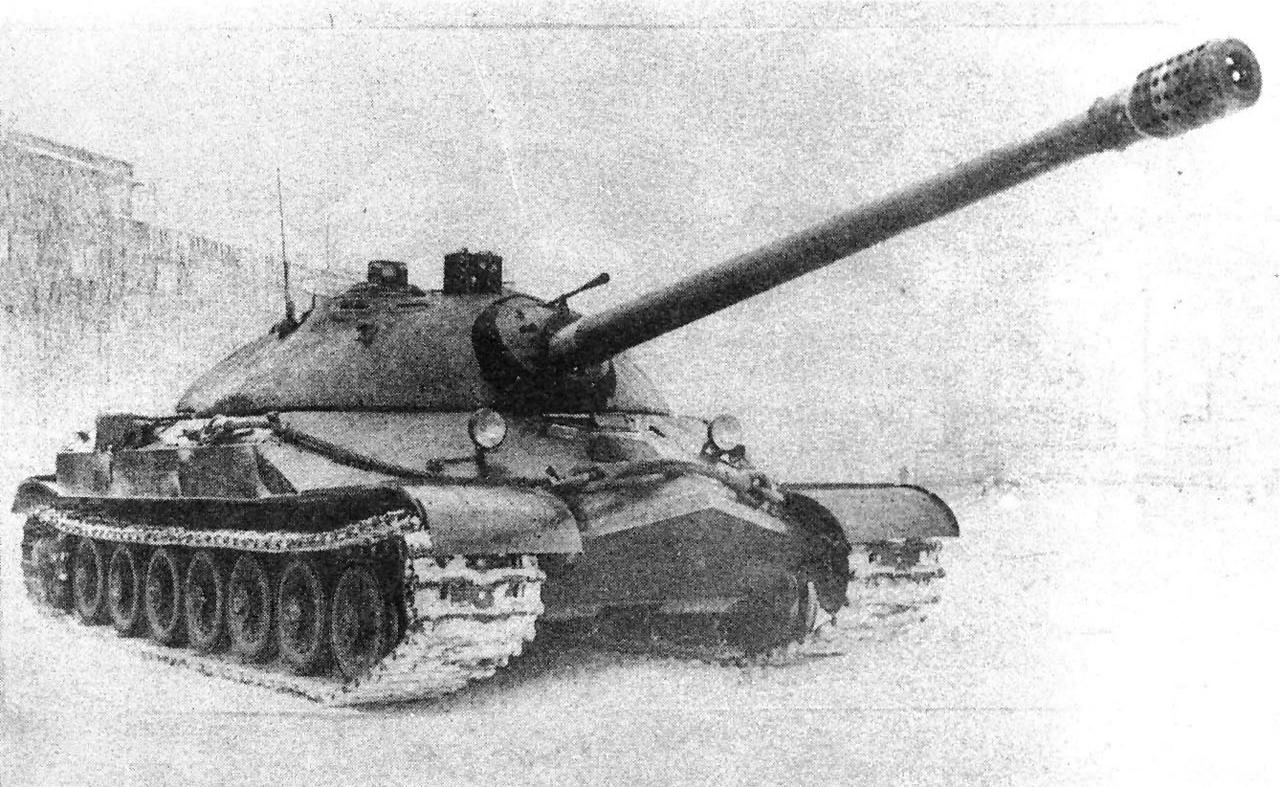
IS-7

### Nerealizované či jen v prototypu
- IS-6
- IS-7